# Filmographie de Bruce Willis
La filmographie de Bruce Willis contient la liste des films, de cinéma ou télévision, auxquels a participé l'acteur et producteur, à un titre quelconque.

Tous les aspects concernant sa personnalité, dont sa biographie, sont détaillés dans l'article qui lui est consacré.

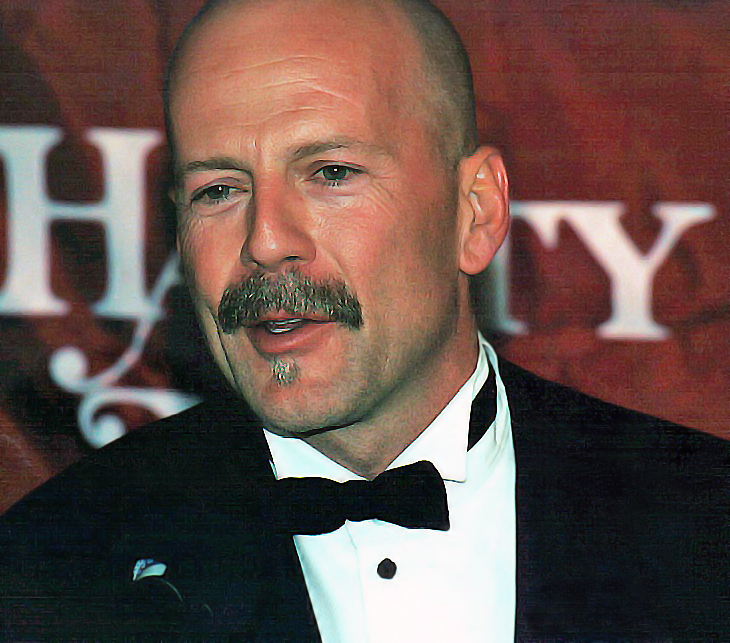
Bruce Willis en 2002.

## Acteur
Sauf indication contraire, les informations mentionnées dans cette section peuvent être confirmées par la base de données cinématographiques IMDb,  présente dans la section « Liens externes ».

### Cinéma

#### Années 1980
- 1980 : De plein fouet (The First Deadly Sin) de Brian G. Hutton : un homme se rendant au restaurant
- 1982 : Le Verdict (The Verdict) de Sidney Lumet : l'observateur au tribunal
- 1987 : Boire et Déboires (Blind Date) de Blake Edwards : Walter Davis
- 1988 : The Return of Bruno de James Yukich : Bruno Radolini
- 1988 : Meurtre à Hollywood (Sunset) de Blake Edwards : Tom Mix
- 1988 : Piège de cristal (Die Hard) de John McTiernan : John McClane
- 1989 : Un héros comme tant d'autres (In Country) de Norman Jewison : Emmett Smith
- 1989 : Allô maman, ici bébé (Look Who's Talking) de Amy Heckerling : Mickey (voix)

#### Années 1990
- 1990 : 58 Minutes pour vivre (Die Hard 2) de Renny Harlin : John McClane
- 1990 : Le Bûcher des vanités (The Bonfire of the Vanities) de Brian De Palma : Peter Fallow
- 1990 : Allô maman, c'est encore moi (Look Who's Talking Too) de Amy Heckerling : Mickey (voix)
- 1991 : Hudson Hawk, gentleman et cambrioleur (Hudson Hawk) de Michael Lehmann : Hudson Hawk
- 1991 : Billy Bathgate de Robert Benton : Bo Weinberg
- 1991 : Pensées mortelles (Mortal Thoughts) de Alan Rudolph : James Urbanski
- 1991 : Le Dernier Samaritain (The Last Boy Scout) de Tony Scott : Joe Hallenbeck
- 1992 : La mort vous va si bien (Death Becomes Her) de Robert Zemeckis : Dr Ernest Menville
- 1992 : The Player de Robert Altman : lui-même
- 1993 : Alarme fatale (National Lampoon's Loaded Weapon 1) de Gene Quintano : le propriétaire du mobile home
- 1993 : Piège en eaux troubles (Striking Distance) de Rowdy Herrington : le sergent Tom Hardy
- 1994 : Pulp Fiction de Quentin Tarantino : Butch Coolidge
- 1994 : Color of Night de Richard Rush : Bill Capa
- 1994 : L'Irrésistible North (North) de Rob Reiner : le narrateur (voix V.O.)
- 1994 : Un homme presque parfait (Nobody's Fool) de Robert Benton : Carl Roebuck
- 1995 : Groom Service (Four Rooms) de Quentin Tarantino : Leo
- 1995 : L'Armée des douze singes (Twelve Monkeys) de Terry Gilliam : James Cole
- 1995 : Une journée en enfer (Die Hard With a Vengeance) de John McTiernan : John McClane
- 1996 : Dernier Recours (Last Man Standing) de Walter Hill : John Smith
- 1996 : Beavis et Butt-Head se font l'Amérique (Beavis and Butt-Head Do America) de Mike Judge : Muddy Grimes (voix)
- 1997 : Le Cinquième Élément (The Fifth Element) de Luc Besson : Korben Dallas
- 1997 : Le Chacal (The Jackal) de Michael Caton-Jones : le « Chacal »
- 1998 : Code Mercury (Mercury Rising) de Harold Becker : Art Jeffries
- 1998 : Armageddon de Michael Bay : Harry S. Stamper
- 1998 : Couvre-Feu (The Siege) d'Edward Zwick : le général William Devereaux
- 1999 : Breakfast of Champions de Alan Rudolph : Dwayne Hoover
- 1999 : Sixième Sens (The Sixth Sense) de M. Night Shyamalan : Malcolm Crowe
- 1999 : Une vie à deux (The Story of Us) de Rob Reiner : Ben Jordan
- 1999 : Toy Story 2 de John Lasseter : Vache (voix)

#### Années 2000
- 2000 : Mon voisin le tueur (The Whole Nine Yards) de Jonathan Lynn : Jimmy Tudeski
- 2000 : Sale Môme (The Kid) de Jon Turteltaub : Russell Duritz
- 2000 : Incassable (Unbreakable) de M. Night Shyamalan : David Dunn
- 2001 : Bandits (Bandits) de Barry Levinson : Joe Blake
- 2002 : Mission Évasion (Hart's War) de Gregory Hoblit : le colonel William A. McNamara
- 2002 : Grand Champion (en) de Barry Tubb : M. Blandford
- 2003 : Les Larmes du soleil (Tears of the Sun) de Antoine Fuqua : le lieutenant A.K. Waters
- 2003 : Charlie's Angels : Les Anges se déchaînent ! (Charlie's Angels: Full Throttle) de McG : William Rose Bailey
- 2003 : Les Razmoket rencontrent les Delajungle (Rugrats Go Wild) de Norton Virgien & John Eng : Spike, le chien (voix)
- 2004 : Mon voisin le tueur 2 (The Whole Ten Yards) de Howard Deutch : Jimmy Tudeski
- 2004 : Ocean's Twelve de Steven Soderbergh : lui-même
- 2005 : Otage (Hostage) de Florent-Emilio Siri : Jeff Talley
- 2005 : Sin City de Robert Rodriguez et Frank Miller : John Hartigan
- 2006 : 16 Blocs (16 Blocks) de Richard Donner : l'inspecteur Jack Mosley
- 2006 : Nos voisins, les hommes (Over the Hedge) de Tim Johnson et Karey Kirkpatrick : Riton, le raton laveur (voix)
- 2006 : Fast Food Nation de Richard Linklater : Harry
- 2006 : Slevin (Lucky Number Slevin) de Paul McGuigan : M. Smith / Goodkat
- 2007 : The Astronaut Farmer de Michael Polish : le colonel Doug Masterson
- 2007 : Alpha Dog de Nick Cassavetes : Sonny Truelove
- 2007 : Dangereuse Séduction (Perfect Stranger) de James Foley : Harrison Hill
- 2007 : Planète Terreur (Planet Terror) de Robert Rodriguez : le lieutenant Muldoon
- 2007 : Nancy Drew de Andrew Fleming : lui-même
- 2007 : Die Hard 4 : Retour en enfer (Live Free or Die Hard) de Len Wiseman : John McClane
- 2008 : Panique à Hollywood (What Just Happened?) de Barry Levinson : lui-même
- 2008 : Assassinat d'un président (Assassination of a High School President) de Brett Simon : le proviseur John T. Kirkpatrick
- 2009 : Clones (Surrogates) de Jonathan Mostow : Tom Greer

#### Années 2010
- 2010 : Expendables : Unité spéciale (The Expendables) de Sylvester Stallone : M. Chapelle
- 2010 : Top Cops (Cop Out) de Kevin Smith : Jimmy Monroe
- 2010 : Red de Robert Schwentke : Frank Moses
- 2011 : Braqueurs (SetUp) de Mike Gunther (en) : Jack Biggs
- 2011 : Sans compromis (Catch.44) de Aaron Harvey : Mel
- 2012 : Sans issue (The Cold Light of Day) de Mabrouk El Mechri : Martin Shaw
- 2012 : Moonrise Kingdom de Wes Anderson : le capitaine Sharp
- 2012 : Lady Vegas : Les Mémoires d'une joueuse (Lay the Favorite) de Stephen Frears : Dink Heimowitz
- 2012 : Expendables 2 : Unité spéciale (The Expendables 2) de Simon West : M. Chapelle
- 2012 : Looper de Rian Johnson : Joe (âgé)
- 2012 : Fire with Fire : Vengeance par le feu (DVD) ou Témoin gênant (TV) (Fire with Fire) de Dave Barrett : Mike Cella
- 2013 : G.I. Joe : Conspiration (G.I. Joe 2: Retaliation ) de Jon Chu : le général Joseph « Joe » Colton
- 2013 : Die Hard : Belle journée pour mourir (A Good Day to Die Hard) de John Moore : John McClane
- 2013 : Red 2 de Dean Parisot : Frank Moses
- 2014 : The Prince de Brian A. Miller : Omar
- 2014 : Sin City : J'ai tué pour elle (Sin City: A Dame to Kill For) de Frank Miller et Robert Rodriguez : John Hartigan
- 2015 : Vice de Brian A. Miller : Julian Michaels
- 2015 : Rock the Kasbah de Barry Levinson : Bombay Brian
- 2015 : Extraction de Steven C. Miller : Leonard Turner
- 2016 : Precious Cargo de Max Adams : Eddie
- 2016 : Marauders de Steven C. Miller : Hubert
- 2017 : Split de M. Night Shyamalan : David Dunn (caméo)
- 2017 : L.A. Rush (Once Upon a Time in Venice) de Mark Cullen et Robb Cullen : Steve Ford
- 2017 : First Kill de Steven C. Miller : le commissaire Marvin Howell
- 2018 : Acts of Violence de Brett Donowho : le détective James Avery
- 2018 : Death Wish d'Eli Roth : Paul Kersey
- 2018 : Les Sentinelles du Pacifique (Air Strike) de Xiao Feng : le colonel Jack Johnson
- 2018 : Représailles (Reprisal) de Brian A. Miller : James
- 2019 : Glass de M. Night Shyamalan : David Dunn
- 2019 : La Grande Aventure Lego 2 de Mike Mitchell et Trisha Gum : lui-même (voix)
- 2019 : 10 Minutes Gone de Brian A. Miller : Rex
- 2019 : Brooklyn Affairs (Motherless Brooklyn) d'Edward Norton : Frank Minna
- 2019 : État de choc (Trauma Center) de Matt Eskandari : Steve Wakes

#### Années 2020
- 2020 : Survivre (Survive the Night) de Matt Eskandari : Frank
- 2020 : Open Source (Hard Kill) de Matt Eskandari : Donovan Chalmers
- 2020 : Anti-Life (Breach) de John Suits : Clay Young
- 2021 : Cosmic Sin de Edward John Drake : James Ford
- 2021 : La Proie (Midnight in the Switchgrass) de Randall Emmett : Karl Helter
- 2021 : Hors de la mort (Out of Death) de Mike Burns : Jack Harris
- 2021 : Survive the Game de James Cullen Bressack : le détective David Watson
- 2021 : Apex de Edward John Drake : Thomas Malone
- 2021 : Deadlock de Jared Cohn : Ron Whitlock
- 2021 : Fortress de James Cullen Bressack : Robert
- 2022 : American Siege de Edward John Drake : Ben Watts
- 2022 : Gasoline Alley de Edward John Drake : le détective Freeman
- 2022 : A Day to Die (en) de Wes Miller : Alston
- 2022 : Vendetta de Jared Cohn : Donnie Fetter
- 2022 : Fortress: Sniper's Eye (en) de James Cullen Bressack : Robert
- 2022 : Wrong Place (en) de Mike Burns : Frank
- 2022 : Corrective Measures : Mutants surpuissants (Corrective Measures) de Sean O'Reilly : Julius « Le Lobe » Loeb
- 2022 : White Elephant de Jesse V. Johnson : Arnold Solomon
- 2022 : Wire Room (en) de Matt Eskandari : Shane Mueller
- 2022 : Detective Knight: Rogue d'Edward John Drake : l'inspecteur James Knight
- 2022 : Paradise City de Chuck Russell : Ryan Swan
- 2022 : Detective Knight: Redemption d'Edward John Drake : l'inspecteur James Knight
- 2023 : Detective Knight: Independence d'Edward John Drake : l'inspecteur James Knight
- 2023 : Assassin de Jesse Atlas : Valmora

### Télévision
- 1984 : Deux Flics à Miami (Miami Vice) : Tony Amato (saison 1, épisode 7 )
- 1985 : La Cinquième Dimension (The Twilight Zone) : Peter Jay Novins : Le jour de la déchirure (saison 1, épisode 1)
- 1985-1988 : Clair de lune (Moonlighting) : David Addison Jr. (saisons 1 à 5)
- 1989 : Roseanne (Saison1, Episodes 22)
- 1997 : Dingue de toi (Mad About You) : lui-même (saison 5, épisode 24)
- 1998 : Ally McBeal : Dr Nickle (saison 2 épisode 12)
- 1999 : Friends : Paul Stevens (saison 6, épisodes 21, 22 et 23)
- 2005 : That '70s Show : Vic (saison 8, épisode 4)

### Documentaire
- 1998 : Jackie Chan: My Story : lui-même

### Jeux vidéo
- 1998 : Apocalypse : Trey Kincaid (voix)
- 2021 : Call of Duty - Cold War

### Musique
- 2010 : Stylo de Gorillaz : le chasseur de primes

## Scénariste
- 1991 : Hudson Hawk, gentleman et cambrioleur (Hudson Hawk) de Michael Lehmann

## Producteur
- 2001 : Traqueur de croco en mission périlleuse (en) (The Crocodile Hunter: Collision Course) de John Stainton
- 2005 : Otage (Hostage) de Florent-Emilio Siri
- 2006 : The Hip Hop Project de Matt Ruskin
- 2006 : 16 Blocs (16 Blocks) de Richard Donner
- 2007 : Die Hard 4 : Retour en enfer (Live Free or Die Hard) de Len Wiseman
- 2013 : Die Hard : Belle journée pour mourir (A Good Day to Die Hard) de John Moore